# Oribatella anomola
Oribatella anomola är en kvalsterart som beskrevs av Heinrich Emanuel Grabowski 1970. Oribatella anomola ingår i släktet Oribatella och familjen Oribatellidae. Inga underarter finns listade i Catalogue of Life.